# Championnat du Salvador de football 1982
Navigation
Saison précédente Saison suivante
La Primera División 1982 est la trente-deuxième édition de la première division salvadorienne.
Lors de ce tournoi, le Club Deportivo FAS a tenté de conserver son titre de champion du Salvador face aux dix meilleurs clubs salvadoriens.
Chacun des onze clubs participant était confronté trois fois aux dix autres équipes. Puis les quatre meilleurs se sont affrontés lors d'une phase finale à la fin de la saison.
Seulement deux places étaient qualificatives pour la Coupe des champions de la CONCACAF et deux pour la Coupe de la Fraternité.

## Les 11 clubs participants
| \| CD Águila Alianza FC CD Atlético Marte CD Chalatenango Club Deportivo FAS CD Independiente CD Luis Ángel Firpo Alianza FC CD Atlético Marte Once Lobos CD Santiagueño Universidad Barrios \| Localisation des clubs engagés dans le championnat. |
| CD Águila Alianza FC CD Atlético Marte CD Chalatenango Club Deportivo FAS CD Independiente CD Luis Ángel Firpo Alianza FC CD Atlético Marte Once Lobos CD Santiagueño Universidad Barrios                                                           |

| Club                        | Stade                          | Capacité          | Ville             |
| CD Agave                    | Stade inconnu                  | Capacité inconnue | Ville inconnue    |
| CD Águila                   | Stade Juan Francisco Barraza   | 10 000            | San Miguel        |
| Alianza FC                  | Stade Cuscatlán                | 45 925            | San Salvador      |
| CD Chalatenango             | Stade José Gregorio Martínez   | 15 000            | Chalatenango      |
| Club Deportivo FAS          | Stade Oscar Quiteño            | 15 000            | Santa Ana         |
| CD Independiente            | Stade inconnu                  | Capicité inconnue | San Vicente       |
| CD Luis Ángel Firpo         | Stade Sergio Torres            | 5 000             | Usulután          |
| CD Atlético Marte           | Stade Cuscatlán                | 45 925            | San Salvador      |
| Once Lobos                  | Stade Cesar Hernández          | 15 000            | Chalchuapa        |
| CD Santiagueño              | Stade Leonidas Flores Cárdenas | Capacité inconnue | Santiago de María |
| Universidad Gerardo Barrios | Complejo Deportivo España      | Capacité inconnue | Ciudad Barrios    |

## Compétition
La compétition se déroule en deux phases :
- La phase de qualification : les trente journées de championnat.
- La phase finale : les matchs aller-retour allant des demi-finales à la finale.

### Phase de qualification
Lors de la phase de qualification les onze équipes affrontent à trois reprises les dix autres équipes selon un calendrier tiré aléatoirement.
Les quatre meilleures équipes sont qualifiées pour les demi-finales de la compétition.
Le classement est établi sur l'ancien barème de points (victoire à 2 points, match nul à 1, défaite à 0).
Le départage final se fait selon les critères suivants :
- Le nombre de points.
- Un match d'appui pour départager les équipes.

#### Classement
| Rang | Équipe                      | Pts | J  | G  | N  | P  | Bp | Bc | Diff |
| ---- | --------------------------- | --- | -- | -- | -- | -- | -- | -- | ---- |
| 1    | CD Independiente            | 42  | 30 | 15 | 12 | 3  | 55 | 22 | +33  |
| 2    | CD Atlético Marte           | 38  | 30 | 14 | 10 | 6  | 38 | 26 | +12  |
| 3    | Once Lobos                  | 36  | 30 | 12 | 12 | 6  | 39 | 30 | +9   |
| 4    | CD Águila,                  | 36  | 30 | 13 | 13 | 4  | 41 | 22 | +19  |
| 5    | Club Deportivo FAS (T)      | 32  | 30 | 12 | 8  | 10 | 43 | 37 | +6   |
| 6    | Alianza FC                  | 27  | 30 | 10 | 7  | 13 | 30 | 36 | -6   |
| 7    | Universidad Gerardo Barrios | 24  | 30 | 8  | 8  | 14 | 30 | 43 | -13  |
| 8    | CD Agave (P)                | 23  | 30 | 4  | 15 | 11 | 30 | 43 | -13  |
| 9    | CD Chalatenango             | 22  | 30 | 6  | 10 | 14 | 33 | 54 | -21  |
| 10   | CD Luis Ángel Firpo         | 21  | 30 | 7  | 12 | 11 | 38 | 42 | -4   |
| 11   | CD Santiagueño              | 21  | 30 | 6  | 9  | 15 | 28 | 50 | -22  |

| Légende : Qualifications et relégations | Légende : Qualifications et relégations                                                |
| --------------------------------------- | -------------------------------------------------------------------------------------- |
|                                         | Coupe de la fraternité 1983 (ru) (1re Phase de groupes) Qualifié pour les demi-finales |
|                                         | Qualifié pour les demi-finales                                                         |
|                                         | Relégué en Segunda División                                                            |
|                                         | (T) : Tenant du titre (P) : Promu de la saison 1981                                    |

### La phase finale
Les quatre équipes qualifiées sont réparties dans le tableau final d'après leur classement général.
En cas d'égalité sur la somme des confrontations, des prolongations puis une séance de tirs au but ont lieu.

#### Tableau
|  |                   |            |                   |            |                  |     |   |        |        |        |        |        |
|  | 1/2 finale        | 1/2 finale | 1/2 finale        | 1/2 finale | 1/2 finale       |     |   | Finale | Finale | Finale | Finale | Finale |
|  |                   |            |                   |            |                  |     |   |        |        |        |        |        |
|  |                   |            |                   |            |                  |     |   |        |        |        |        |        |
|  | CD Independiente  | (1)        | 4                 | 2          |                  |     |   |        |        |        |        |        |
|  | CD Independiente  | (1)        | 4                 | 2          |                  |     |   |        |        |        |        |        |
|  | CD Águila         | (4)        | 0                 | 2          |                  |     |   |        |        |        |        |        |
|  | CD Águila         | (4)        | 0                 | 2          | CD Independiente | (1) | 0 | 0      |        |        |        |        |
|  |                   |            |                   |            |                  | (1) | 0 | 0      |        |        |        |        |
|  |                   |            | CD Atlético Marte | (2)        | 1                | 2   |   |        |        |        |        |        |
|  | CD Atlético Marte | (2)        | CD Atlético Marte | (2)        | 1                | 2   | 2 | 1      |        |        |        |        |
|  | CD Atlético Marte | (2)        |                   |            |                  |     | 2 | 1      |        |        |        |        |
|  | Once Lobos        | (3)        | 0                 | 1          |                  |     |   |        |        |        |        |        |
|  | Once Lobos        | (3)        | 0                 | 1          |                  |     |   |        |        |        |        |        |

#### Demi-finales
| Club              | Aller | Retour | Club       | Commentaire |
| CD Independiente  | 4-0   | 2-2    | CD Águila  |             |
| CD Atlético Marte | 2-0   | 1-1    | Once Lobos |             |

#### Finale
| Match aller      | CD Atlético Marte | 1:0 | CD Independiente | Stade Cuscatlán |  |
| 19 décembre 1982 | Infantozzi        |     |                  |                 |  |

| Match retour     | CD Independiente | 0:2 | CD Atlético Marte  | Stade Cuscatlán |  |
| 26 décembre 1982 |                  |     | Huezo · Infantozzi |                 |  |

## Bilan du tournoi
| Tableau d'Honneur     |                   |
| Compétition           | Vainqueur         |
| Primera División 1982 | CD Atlético Marte |

| Qualifications continentales 1982-1983 |                                    |
| Coupe des champions de la CONCACAF     | Qualifiés                          |
| Premier tour de qualification          | CD Atlético Marte CD Independiente |
| Coupe de la Fraternité                 | Qualifiés                          |
| Première phase de groupes (ru)         | CD Independiente CD Águila         |

| Promotions et relégations   |                         |
| Relégué en Segunda División | CD Santiagueño CD Agave |
| Promu de Segunda División   | AD El Transito          |